# Список высших учебных заведений Актобе
Данная статья содержит список высших учебных заведений города Актобе (бывш. Актюбинск). Всего в городе расположено шесть вузов. Самым первым высшим учебным заведением города был Актюбинский двухгодичный учительский институт, открывшийся в 1934 году (на преемственность от него претендует АРГУ им. К. Жубанова). Также одним из старейших вузов является Актюбинский государственный медицинский институт (ныне: ЗКГМУ им. М. Оспанова), открывшийся приказом министерства высшего образования СССР в 1957 году.
| Название высшего учебного заведения                                                 | Адрес                   | Год основания | Ректор                                                                                  | Описание |
| ----------------------------------------------------------------------------------- | ----------------------- | ------------- | --------------------------------------------------------------------------------------- | --- |
| Актюбинский региональный государственный университет имени К. Жубанова              | пр. А. Молдагуловой, 34 | 1996          | Доктор физико-математических наук Кенжегали Кенжебаевич Кенжебаев                       | 7 мая 1996 года Актюбинский педагогический институт Постановлением Правительства Казахстана № 573 был реорганизован в Актюбинский университет имени К. Жубанова. |
| Западно-Казахстанский государственный медицинский университет имени Марата Оспанова | ул. Маресьева, 68       | 1997          | Доктор медицинских наук Ербол Жасуланович Бекмухамбетов                                 | Образовано в 1997 году на базе Актюбинского государственного медицинского института. |
| Военный институт Сил воздушной обороны имени Т. Я. Бегельдинова                     | пр. А. Молдагуловой, 16 | 1974          | Начальник: генерал-майор авиации Косанов, Даурен Жуматаевич                             | Постановление Правительства Республики Казахстан от 4 июня 1996 года № 688 «О преобразовании Актюбинского высшего летного училища гражданской авиации имени дважды героя Советского Союза Т. Я. Бегельдинова в Актюбинское высшее военное авиационное училище имени дважды Героя Советского Союза Т. Я. Бегельдинова». |
| Казахско-русский международный университет                                          | ул. Айтеке би, 52       | 1994          | Доктор философии (PhD) по специальности «Психология» Темерхан Байбосынович Бердимуратов | Один из первых негосударственных вузов Актобе, который изначально назывался «Актюбинское отделение Международного института управления, бизнеса и права». |
| Актюбинский университет «Дуние»                                                     | ул. Иманова, 14         | 1992—2012     |                                                                                         | Упразднён. Объединён с университетом им. С. Баишева |
| Актюбинский университет им. С. Баишева                                              | ул. Бр. Жубановых, 302а | 1996          | Доктор экономических наук Алия Бекежановна Агзамова                                     | «Университет образован в августе 1996 года в качестве Актюбинского отделения Казахской государственной академии управления. В 1997 году вуз был преобразован в Западно-Казахстанский институт экономики и финансов. В июне 2001 года получил статус Актюбинского университета им. С. Баишева».                         |
| Актюбинский юридический институт МВД Республики Казахстан                           | ул. Курсантская, 1      | 2010          | Кандидат юридических наук, полковник полиции Салимгерей Имангалиевич Каракушев          | Постановлением Правительства Республики Казахстан от 20 мая 2010 года № 457 Актюбинский юридический колледж МВД был преобразован в Актюбинский юридический институт МВД Республики Казахстан. |